# Catedral de Friburg de Brisgòvia

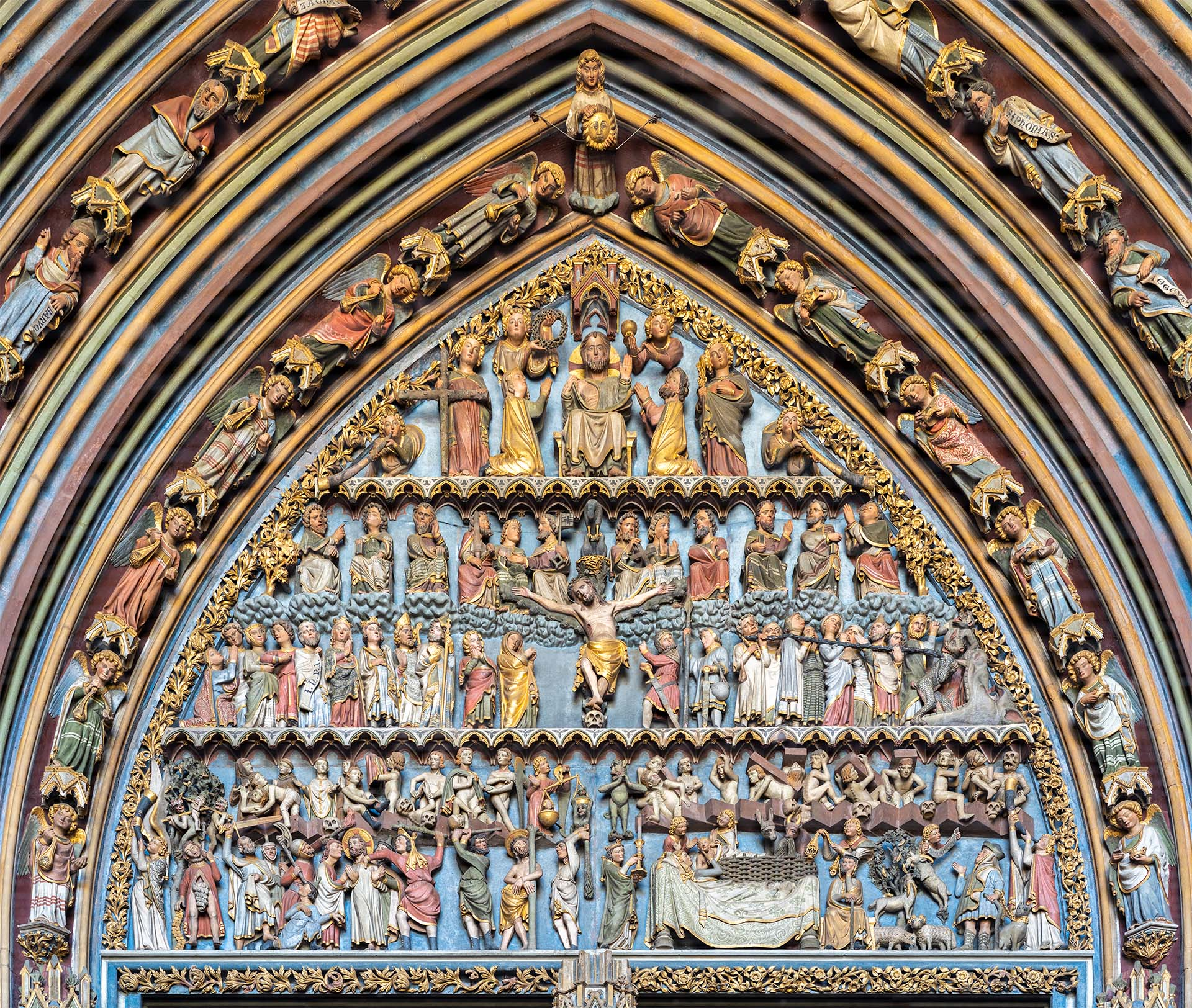
Timpà policromat del segle XV

La catedral de Friburg de Brisgòvia és un edifici majoritàriament gòtic situat al nucli de Friburg de Brisgòvia, Baden-Württemberg, Alemanya.
El nucli antic de Friburg es caracteritza per les seves construccions medievals, les séquies i la plaça del mercat. De la primitiva església romànica, començada vers l'any 1200, només resten els braços del creuer, flanquejats per les "torres dels galls", de planta octogonal i coronades per agulles gòtiques. L'edifici s'anà ampliant per ponent reflectint clarament les seves diferents fases constructives dins del gòtic.

## Arquitectura

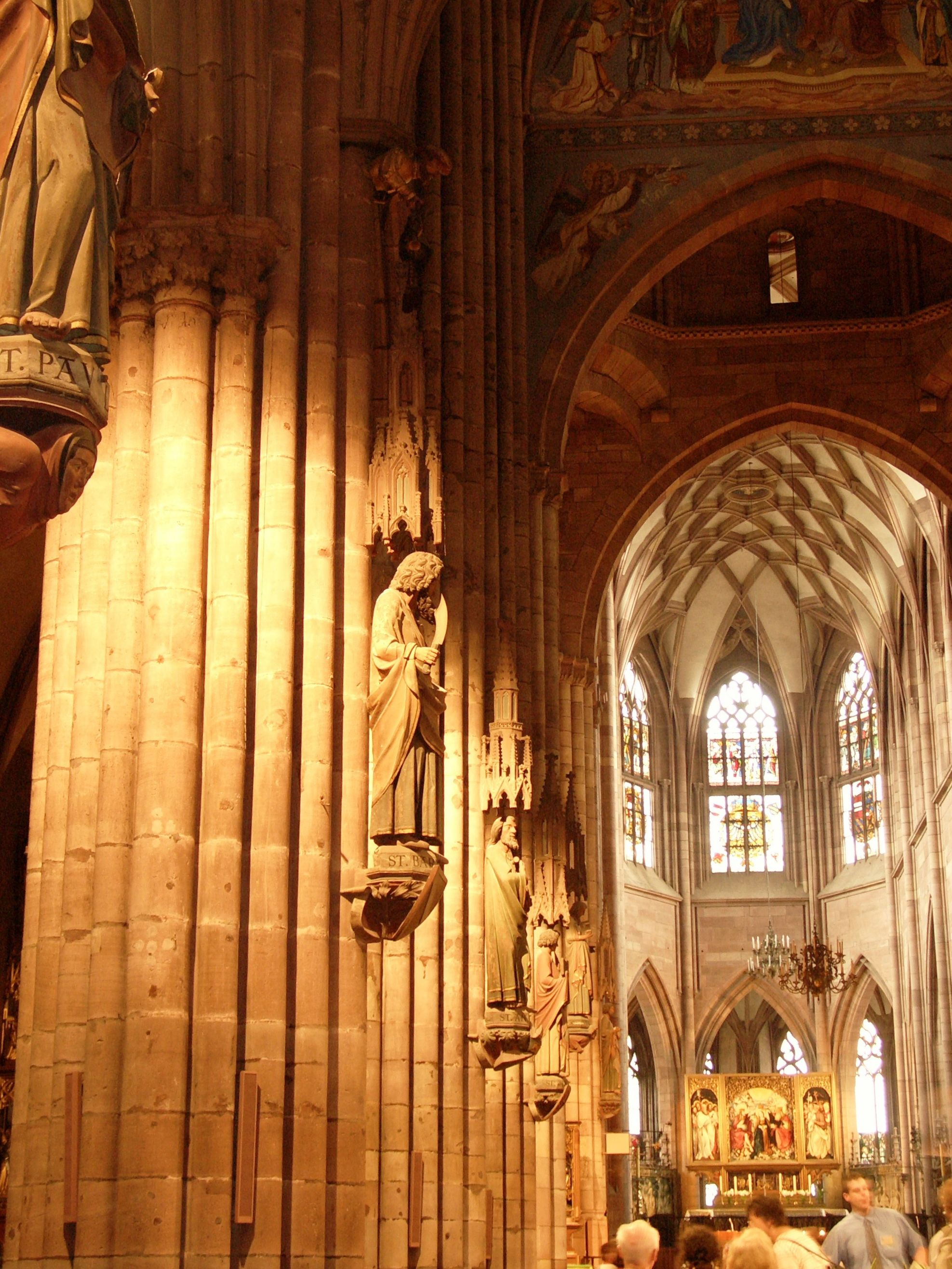
Detall de l'estatuària de l'interior

L'esplèndida torre de la façana, un dels rars exemples a Alemanya amb una edificació conclosa durant l'edat mitjana, pertany a la segona etapa de construcció del temple, és a dir, el gòtic. Encara avui, destaca sobre tots els altres edificis amb els seus 116 metres d'altura; el 1869, Jacob Burckhardt l'anomenà "la torre més bonica de la terra".
El 1354 es començà a aixecar el nou presbiteri. La magnitud del projecte i la inestabilitat política de l'època van retardar la seva consagració fins al 1513. Es caracteritza per la seva àmplia nau amb deambulatori cobert amb supèrbies voltes reticulades típiques del gòtic tardà germànic.
Tant el vestíbul com la portada oest estan poblats d'estàtues de finals del segle xiii, que representen a Satanàs i a diversos personatge bíblics i és un dels cims artístics del lloc. A l'interior, la nau principal també està embellida per un interessant estatuària i si poden veure nombroses obres d'art, entre les quals cal destacar l'altar de Hans Baldung Grien, la pintura que Hans Holbein el Jove realitzà per l'altar i les vidrieres medievals, donacions realitzades, en part, pels gremis d'artesans. El cor, en estil gòtic tardà, s'acabà el 1510, després d'un període en què les obres estigueren interrompudes.
Al lluminós presbiteri es pot contemplar un retaule de Hans Baldung Grien (segle xvi), en el panell central, la Coronació de Maria, patrona del monestir. Al dors es troba la Crucifixió de Crist. La pintura de (1521) de Hans Holbein el Jove es conserva en la capella de la Universitat, una de les deu capelles del cor que s'agrupen al voltant de l'altar. Una altra particular joia artística és el drap (segle xvii) amb el que es cobreix el durant la Quaresma.
El campanar, de planta quadrada, adquireix forma d'una piràmide octogonal que s'aixeca fins als 116 m. La torre s'obre en diferents nivells de finestres i està coronat per una delicada agulla.
L'harmonia de la seva arquitectura i els seus rics tresors artístics converteixen aquest monestir en un monument cultural d'especial importància. I l'església tampoc és un museu: la gent la visita com a lloc de recolliment, també apropiat per a la vida comunitària. Des de 1827, l'església del monestir és la catedral de l'arquebisbat de Friburg.

## Detalls del retaule de Hans Baldung Grien

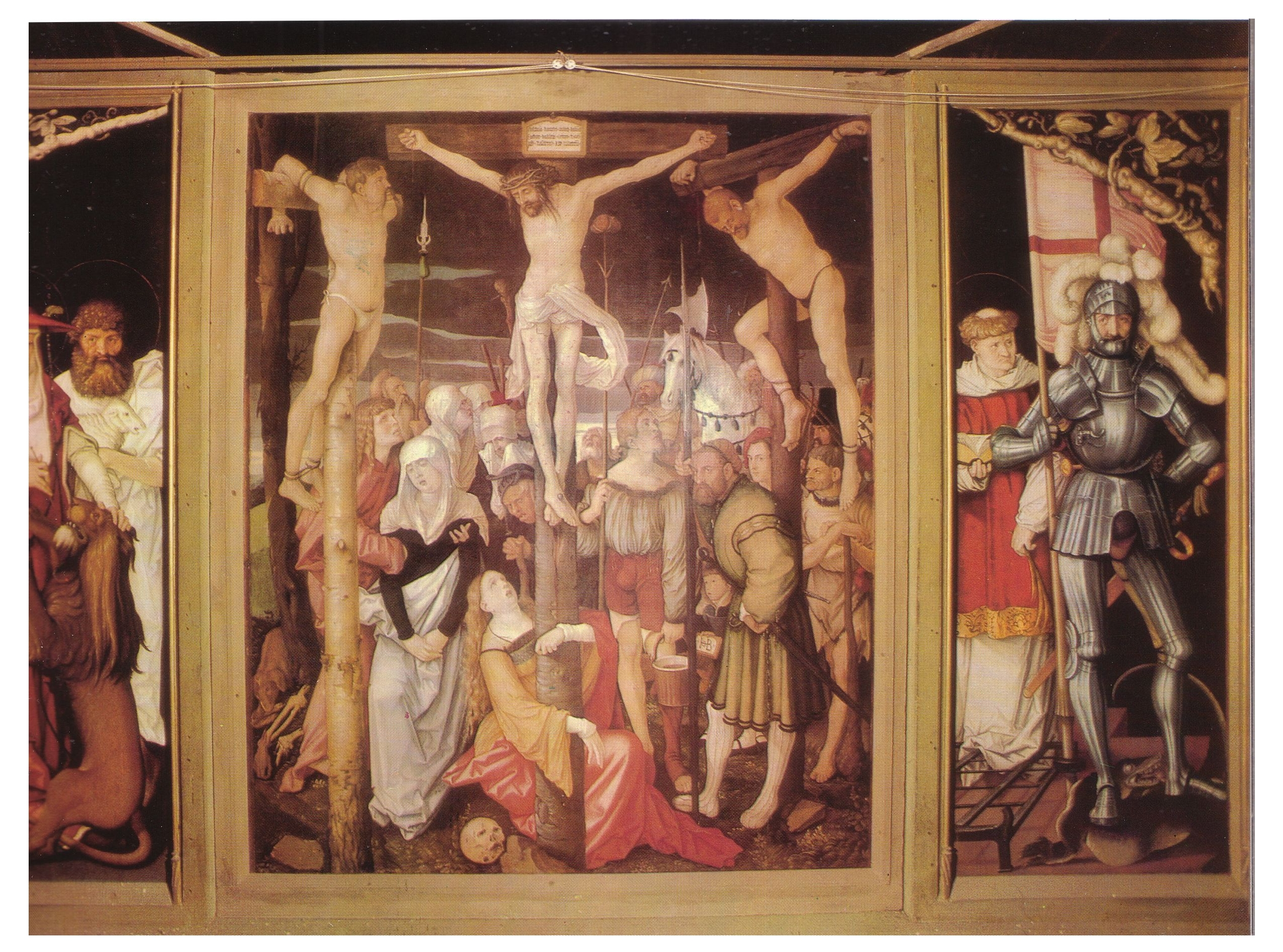
Crucificació de Crist (al dors del retaule)
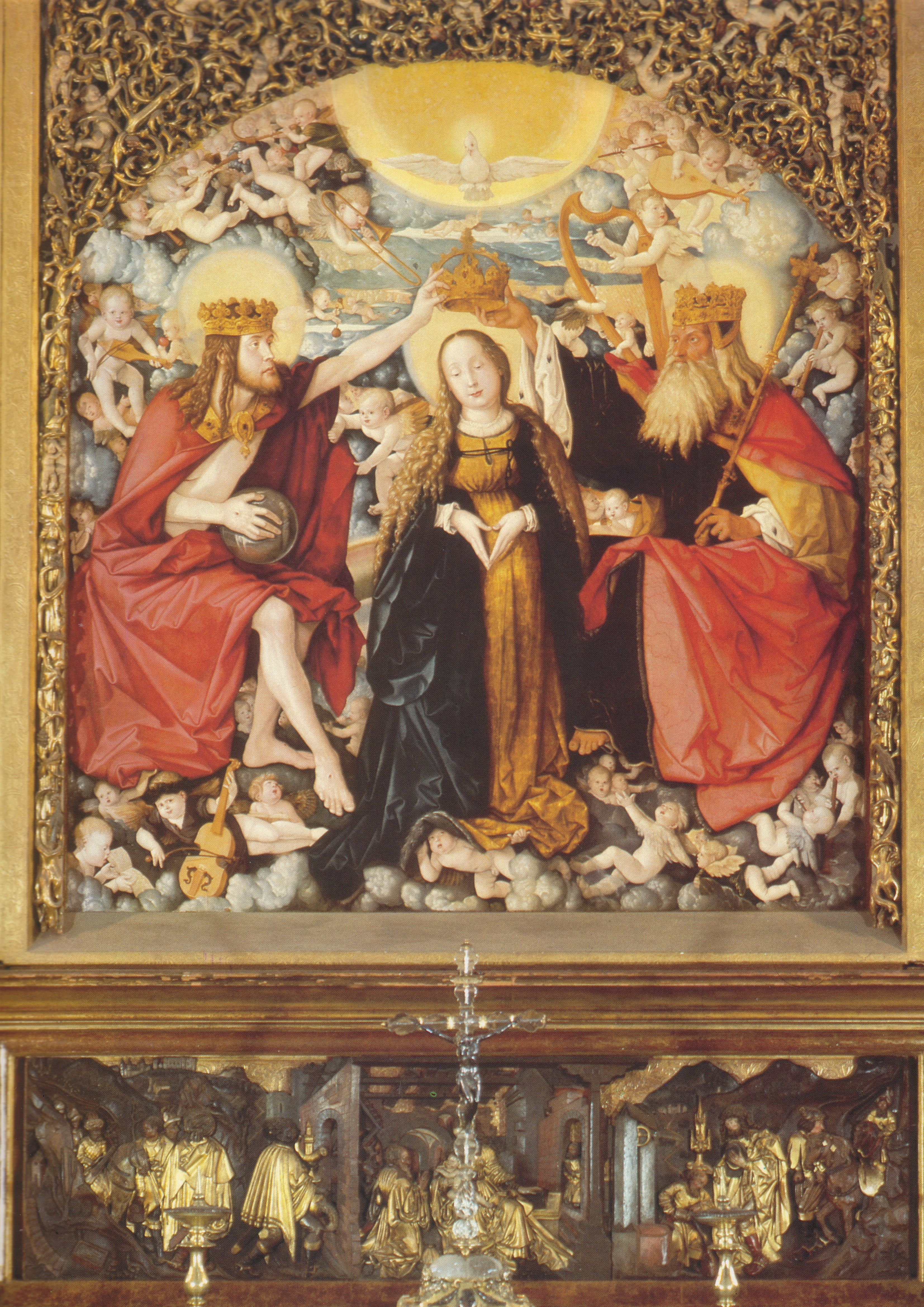
Coronació de la Verge (Frontal davant)
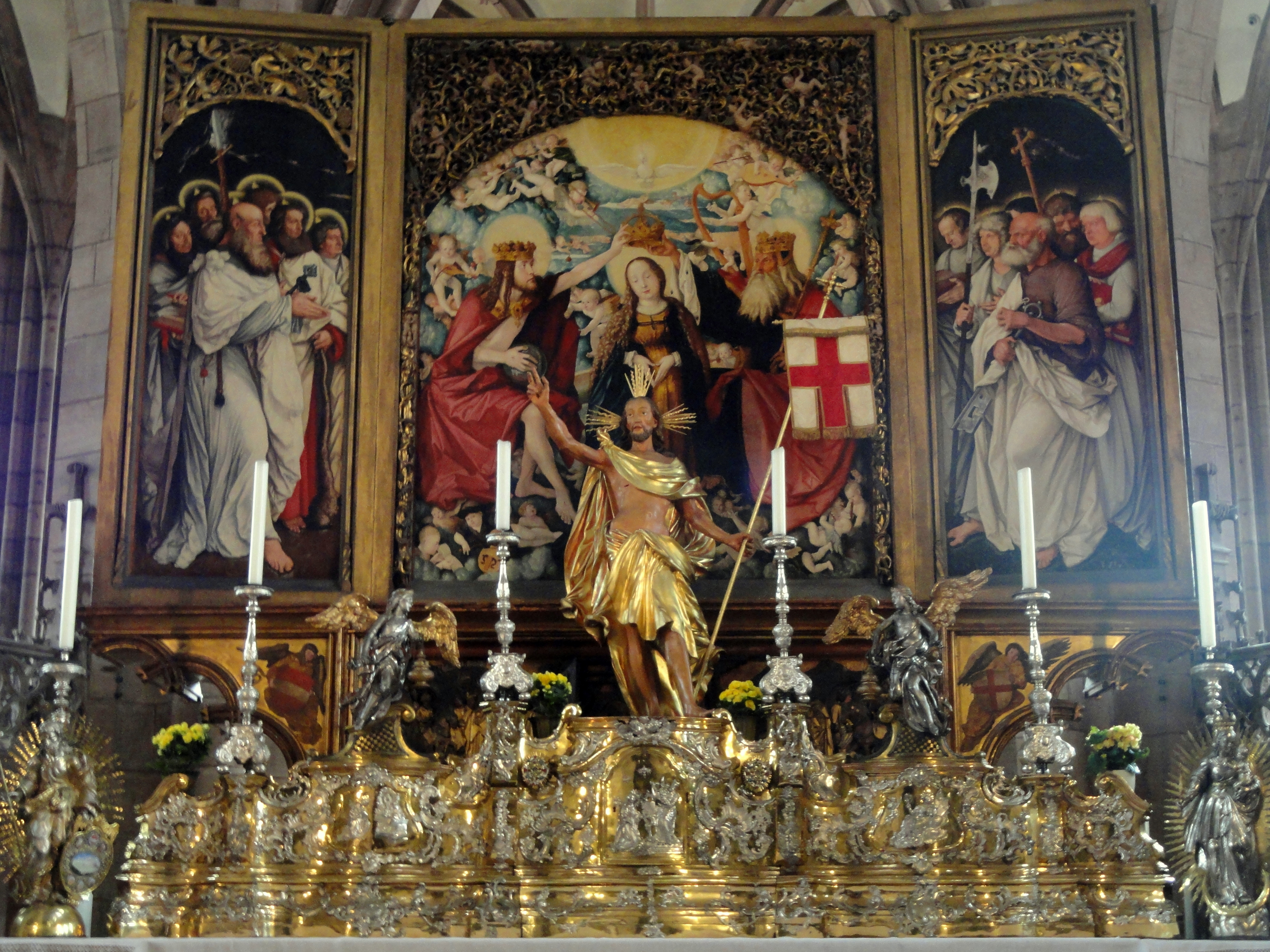
Vista general del retaule per davant
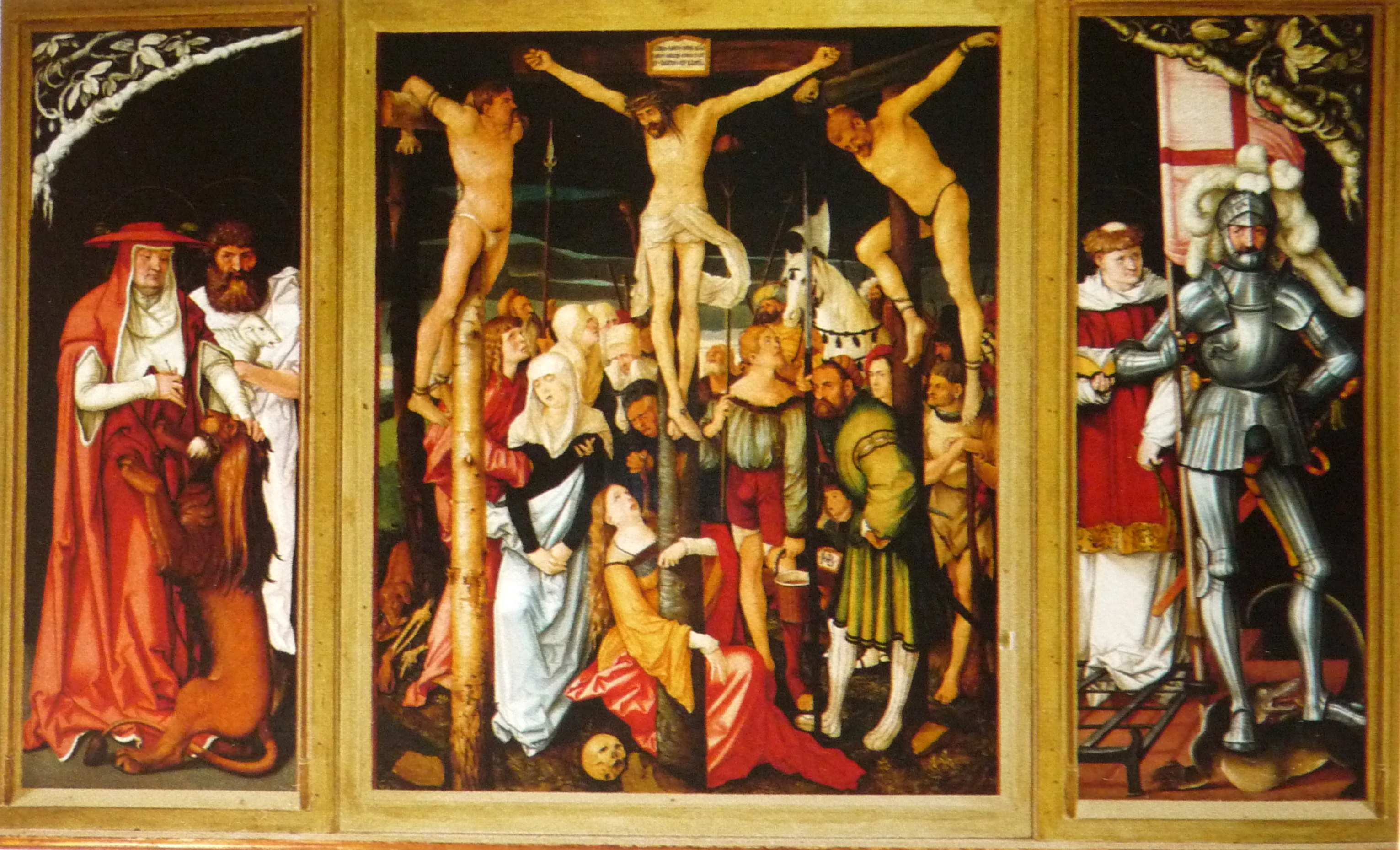
Vista general del retaule pel dors